# Pak Pong-ju
Pak Pong-ju (박봉주?, 朴奉珠?) (Hamgyŏng, 24 ottobre 1939) è un politico nordcoreano.

## Biografia
Dal settembre 2003 all'aprile 2007 e nuovamente dall'aprile 2013 all'11 aprile 2019 ha ricoperto il ruolo di Primo ministro della Corea del Nord (Presidente del Gabinetto).
Dal 13 aprile 2019 è vicepresidente della Commissione per gli Affari di Stato della Corea del Nord.